# Tōru Yoshikawa
Tōru Yoshikawa (jap. 吉川 亨, Yoshikawa Tōru; * 13. Dezember 1961 in der Präfektur Mie) ist ein ehemaliger japanischer Fußballspieler.

## Nationalmannschaft
1983 debütierte Yoshikawa für die japanische Fußballnationalmannschaft.